# معجزه (فیلم ۱۳۴۶)
معجزه فیلمی به کارگردانی و نویسندگی مهدی میرصمدزاده محصول سال ۱۳۴۶ است.

## خلاصه داستان
جوانی روستایی دختر ارباب را دوست دارد در حالی که خواهرش به پسر ارباب عشق می‌ورزد. ارباب ابتدا از این جریان خشمگین می‌شود ولی بعداً به ازدواج پسرش با دختر روستایی رضایت می‌دهد و به جوان روستایی می‌گوید زمانی با عروسی او و دخترش موافقت خواهد کرد که پول فراوانی به دست آورد. جوان روستایی در جریان حادثه ای پول را به دست می‌آورد. اما از طرفی دختر ارباب از دوری جوان روستایی بیمار می‌شود. ارباب به جستجوی جوان می‌پردازد. سرانجام او را پیدا می‌کند و در حالی که از شرطش صرفنظر کرده با ازدواج آن ها موافقت می‌کند.

## بازیگران
- رضا بیک ایمانوردی
- فرانک میرقهاری
- مینا مغازه‌ای
- تقی ظهوری
- منصور سپهرنیا
- طاهره غفاری
- قائم مقامی
- احمد قدکچیان
- هوشنگ بهشتی
- حمیده خیرآبادی
- علی زندی
- عزت‌اله وثوق